# Pietro Gradenigo (erudito)

Stemma Gradenigo

Pietro Gradenigo (Venezia, 7 agosto 1695 – Venezia, 4 dicembre 1776) è stato uno storico italiano, patrizio veneziano.

## Biografia
Nacque da Jacopo Gradenigo e Paola Morosini ed apparteneva al ramo dei Gradenigo di Santa Giustina, era quindi discendente del doge Bartolomeo.
Coprì un certo numero di cariche pubbliche, anche rilevanti come quelle di Savio di Terra Ferma e Provveditore alle Biade, com'era d'uso nelle carriere patrizie.
Il suo nome è però rilevante per l'attività di studioso della storia veneziana e di annalista dei fatti a lui contemporanei. A questo scopo raccolse, in cinquant'anni, una vasta collezione di manoscritti acquisiti da altre casate patrizie realizzando una biblioteca aperta anche ad altri, di qualsivoglia ceto, che fossero interessati.
i suoi scritti non avevano lo scopo di essere pubblicati ma costituirono una preziosa fonte per i successivi storici ed eruditi. Di questo ampio lavoro sono giunti a noi, passando dai suoi nipoti alla collezione Correr, i 26 volumi dei Commemoriali Veneti – una miscellanea di argomenti veneziani e qualche volta esteri – i 38 volumi dei Notatori – iniziati nel 1747 e proseguiti per il resto della sua vita – e il primo volume degli Annali – dal 1º gennaio 1773 al 31 marzo 1774, un secondo successivo volume di cui si ha notizia risulta disperso.
Il Gradenigo si avvalse anche di collaboratori come copisti di antichi manoscritti e anche del disegnatore Giovanni Grevembroch per documentare visivamente alcuni aspetti della civiltà veneziana: gli Abiti dei Veneziani (più noti a un largo pubblico perché pubblicati integralmente nel 1981) e i Monumenta Veneta ex antiquis ruderibus una rassegna di sculture e ornati spesso scomparsi dopo la caduta della repubblica consultabile al museo Correr.